# Râul Martin, Râmnicul Sărat
Râul Martin este un curs de apă din Munții Vrancei, unul din cele două brațe care formează râul Râmnicul Sărat. 